# Sirio
Sirio, o Sirius en su denominación latina, es el nombre propio de la estrella Alfa Canis Maioris (α CMa, también Alfa Canis Majoris), la más brillante de todo el cielo nocturno vista desde la Tierra, situada en la constelación del hemisferio celeste sur Canis Maior. Esta estrella tan notable, que es en realidad una estrella binaria, es muy conocida desde la antigüedad; por ejemplo, en el Antiguo Egipto, la salida heliaca de Sirio marcaba la época de las inundaciones del Nilo, y ha estado presente en civilizaciones tan dispares como la griega, la maya y la polinesia. En ocasiones, y coloquialmente, Sirio es llamada «Estrella Perro» a raíz de la constelación a la que pertenece.
La componente primaria de las dos estrellas que conforman el sistema, Sirio A, es una estrella blanca de la secuencia principal de tipo espectral A1V que cuenta con una temperatura superficial de 9726 °C (10 000 K) y que está alejada a unos 8.6 años luz del sistema solar, lo que la convierte en la séptima estrella más cercana respecto al Sol. Su magnitud aparente en la banda B (azul) es –1.46, y en la banda V es –1.47. Friedrich Bessel, en 1844, dedujo la presencia de una compañera, un objeto celeste muy tenue ahora llamado Sirio B o «el Cachorro», que fue observado casualmente por primera vez en 1862 por el constructor de objetivos astronómicos Alvan Graham Clark. Fue una de las primeras enanas blancas en ser descubiertas, su magnitud en la banda V es 8.44, su tipo espectral es DA2 y su temperatura superficial es de unos 25 200 K.
Debido a ciertas irregularidades en la órbita del sistema Sirio formado por ambas estrellas, se ha sugerido la presencia de una tercera estrella, Sirio C, una presunta enana roja con un quinto de la masa del Sol y tipo espectral M5-9, en una órbita elíptica de seis años alrededor de Sirio A. Este objeto aún no ha sido observado y se discute su existencia real.

## Etimología y nombres
El nombre propio más común para esta estrella proviene del latín Sīriŭs, a su vez del griego antiguo Σείριος (Seirios), aunque la palabra helena podría haber sido importada de otro lugar con anterioridad a la época arcaica de la Antigua Grecia, a lo que algunos sugieren una conexión con el dios egipcio Osiris. El primer uso documentado de este nombre data del siglo VII a. C., en la obra poética Trabajos y días, de Hesíodo, quien calificó a Sirio por su centelleo diciendo, por ejemplo, ποίκιλος Σείριος: poíkilos Seirios, «Sirio, el que brilla en muchos colores». No obstante, Sirio cuenta con más de cincuenta designaciones distintas.
En árabe se conoce a la estrella como الشِّعْرَى (transliterado: aš-ši‘rā o ash-shira; el líder), del que deriva el alternativo Aschere. En sánscrito se la nombra Mrgavyadha, «cazador de ciervos», o Lubdhaka, «cazador». Bajo el primero de estos dos nombres, Sirio representa a Rudra (Shiva). Viajando muy al norte, en Escandinavia la estrella era llamada Lokabrenna, algo así como «la antorcha de Loki». Durante la Edad Media, en la astrología Sirio era una de las quince estrellas fijas behenias, asociada concretamente con el berilo y los juníperos, y cuyo símbolo astrológico fue listado por Agrippa de Nettesheim.
Históricamente, muchas culturas han asignado una especial trascendencia a Sirio, que en particular ha sido relacionada frecuentemente con los perros, de ahí que coloquialmente sea conocida como la «Estrella Perro» (y todas sus variantes idiomáticas: Dog Star, Stella del Cane, Hundsstern, Köpek-yıldız, Hundstjärnan, etc.), lo cual tiene que ver en parte con que los nombres de las constelaciones son ya antiguos y también con que sea la estrella más brillante de su constelación, Canis Maior, el «Gran Can», que típicamente ha sido identificado como el perro del gigante Orión, aunque esta no ha sido la única opción. Incluso Homero, en su Ilíada, describió el acercamiento de Aquiles a Troya haciendo referencia a Sirio como perro de Orión, como estrella más brillante y como malvada.
En la astronomía china, es conocida como la estrella del «lobo celestial» (en chino y en japonés: 天狼; pinyin: Tiānláng; rōmaji: Tenrō) en la Mansión de Jǐng (井宿). Por otro lado, en Norteamérica, muchos pueblos indígenas relacionaron de igual modo Sirio con los cánidos; los seri y los tohono O'odham tomaron la estrella como un perro que perseguía a ovejas de las montañas, mientras que los pies negros la llamaron «Cara-perro». El pueblo cheroqui emparejó Sirio con Antares como pareja de perros guardianes que custodiaban cada lado del «Camino de las almas»; los pawnee de Nebraska realizaron varias asociaciones: la tribu Skidi la nombraba «Estrella Lobo», pero otras usaban la variante «Estrella Coyote». En Alaska, los inuit del estrecho de Bering conocían Sirio como «Perro Luna».
Por el contrario, varias culturas han vinculado a Sirio con arcos y flechas. Los antiguos chinos visualizaron un gran arco y una flecha formados por Puppis y Canis Maior surcando el cielo sur, de manera que el extremo de la flecha apunta al lobo Sirio. Una conexión similar se encuentra en el templo de Hathor en Dendera, donde la diosa Satis dispara su saeta a Hathor —Sirio, que con el nombre Tir era retratada como la flecha en sí en la cultura persa posterior—.
Igualmente, se menciona a Sirio en el capítulo 53 del Corán, titulado An-Najm, «La estrella», de la siguiente manera: وأنَّهُ هُوَ رَبُّ الشِّعْرَى, «Que Él es el Señor de Sirio (la Poderosa Estrella)» (53:49).
Si bien es cierto que Sirio es designada por muy diferentes nombres científicos, la gran mayoría de ellos están constituidos por unas siglas y un número. La clásica denominación de Bayer, del siglo XVII, basada en ordenar las estrellas de cada constelación por brillo aparente mediante el alfabeto griego seguido del nombre latino de la constelación en genitivo, asignaba a esta estrella el nombre Alfa Canis Maioris o α Canis Maioris, abreviado como α CMa. El inconveniente de este sistema radicaba en el hecho de que hay muchas más estrellas por constelación que letras en el alfabeto, por ello John Flamsteed planteó un nuevo método consistente en dar a cada estrella de una constelación un número y no una letra, siguiendo la ascensión recta creciente en lugar del brillo. Así, y añadiendo también el genitivo latino, Sirio quedaba como 9 Canis Maioris, abreviado a su vez 9 CMa. Posteriormente se han creado más catálogos estelares de mayor envergadura y precisión. En el Bonner Durchmusterung, tras las correspondientes siglas del catálogo (hay varias debido a sus ampliaciones) van la declinación de la estrella y un número, Sirio es BD −16° 1591. En el de Henry Draper, que tiene en cuenta el orden de ascensión recta para la época 1900.0 y que fue el primer intento de clasificación por tipo espectral, a Sirio se le adjudicó HD 48915; pero en el Bright Star Catalogue, que incluye aproximadamente las estrellas visibles a simple vista, Sirio pasa a ser HR 2491. Otros muchos son PPM 217626, del Positions and Proper Motions Catalogue, SAO 151881, del Smithsonian Astrophysical Observatory, GC 8833, del Boss General Catalogue, WDS 06451-1643A, ADS 5423, GL 244, FK5 257, LHS 219, NSV 17173 y el del reciente, preciso y completo catálogo Hipparcos: HIP 32349.

## Observación histórica y cultural
Dada su calidad de estrella excepcionalmente vistosa, Sirio se encuentra presente desde tiempos prehistóricos en la mitología, las religiones y las costumbres de numerosas culturas.
| X1 · N14 | M44 |

| X1 · N14 | M44 |

Sirio, estrella conocida en el Antiguo Egipto como Sopdet, Sothis o Sethis (en griego: Σῶθις, Sothis), aparece ya en los primeros registros astronómicos, simbolizada ya por un perro, origen del ulterior nombre del Can Mayor. Durante la época del Imperio Medio de Egipto, el pueblo egipcio basaba su calendario en el orto heliaco de Sirio, esto es, el primer día en que se hace visible por occidente (debe ser por oriente) de madrugada justo antes de la salida del Sol, después de haberse alejado suficientemente del brillo del Sol. La importancia de este hecho reside en que marcaba el inicio de la temporada anual de crecida del río Nilo, antes del solsticio estival, después de una ausencia de setenta días en los cielos nocturnos. El jeroglífico de Sothis muestra una estrella de cinco puntas y un triángulo. Sothis era identificado con la gran diosa Isis, que formaba parte, junto a su esposo Osiris y su hijo Horus, de un triteísmo, mientras que ese periodo de setenta días en los que Sirio no se veía en el cielo simbolizaba el paso de Isis y Osiris por el duat, el inframundo egipcio. De un modo similar, para los chibchas de la actual Colombia la salida heliaca de Sirio anunciaba el comienzo de la temporada de lluvias.
La ineludible relación entre Sirio y el calendario egipcio ha ocasionado que, con el tiempo, Sirio y el conocido como ciclo sotíaco (también sotiaco, sothiaco o sótico) se hayan convertido también en un importante elemento que ayude a determinar con mayor exactitud la cronología del Antiguo Egipto, puesto que los antiguos egipcios no utilizaron un único sistema para fechar. Por otra parte, este método no está exento de inconvenientes y ello ha conllevado la aparición de algunos detractores que prefieran recurrir a otros sistemas. El ciclo sotiaco es el periodo de 1461 años de 365 días exactos (del calendario egipcio, en el juliano son 1460 años de 365.25 días) que tarda la salida heliaca de Sirio en coincidir de nuevo con el comienzo del año nuevo, el primer día del mes Thoth, descoordinación que viene acarreada porque el año egipcio no coincidía con el sidéreo. Gracias a la conservación de algunos restos arqueológicos que hacen referencia al orto heliaco de Sirio y de los que se conoce a qué dinastía pertenecen, como una tabla de marfil del faraón Dyer, se puede fijar una referencia a partir de la cual datar los acontecimientos sucedidos en el Antiguo Egipto.
En Sumeria, alrededor del tercer milenio antes de Cristo, Sirio adoptó ya papeles centrales en la religión sumeria. Como estrella de referencia para el calendario, y bajo la denominación MULKAK.SI.SÁ, cumplía una importante función en el ciclo agrícola; y con el nombre de MULKAK.TAG.GA (flecha del cielo) Sirio era considerada como una divinidad principal pero subordinada a la «estrella dominante de Dios sobre el resto de objetos celestes», Venus, que era adorada como la diosa Inanna. Finalmente, en la procesión de Akitu —año nuevo— Sirio recibía sus correspondientes ofrendas. Más tarde, y prácticamente sin cambios en lo que representaba, para los asirios y los babilonios Sirio suponía además, según las tablas de arcilla MUL.APIN, la señal para especificar los años bisiestos.
La civilización de la Antigua Grecia observó que la aparición de Sirio anunciaba los cálidos y secos veranos mediterráneos, y por tanto temían que marchitara las plantas, que debilitara a los hombres y que excitara a las mujeres. Debido a su brillo, la titilación de Sirio era más apreciable en las condiciones atmosféricas variables de principios del verano, lo cual indicaba, para los observadores griegos, ciertas emanaciones que provocaban su influencia maligna. Las personas que sufrían sus efectos eran denominadas αστροβόλητος (astrobólētos, «golpeadas por la estrella»). En la literatura se califica a la estrella como «ardiente» o «llameante». La temporada posterior a la aparición de Sirio pasó a ser conocida como los «días del perro». Los habitantes de Ceos, isla del archipiélago de las Cícladas, en el mar Egeo, ofrecían sacrificios a Sirio y a Zeus para que llevaran brisas frescas, y esperarían la reaparición de la estrella en verano. Si se elevaba clara, presagiaba buena fortuna, pero, por otro lado, si se alzaba brumosa o borrosa, vaticinaba (o más bien emanaba) pestilencia. Algunas monedas del siglo III a. C. recuperadas de la isla presentan perros o estrellas de los que surgen rayos, lo que destaca la relevancia de Sirio. También en Grecia, el astrónomo y matemático Aristarco de Samos consideró a la estrella como un sol debido a su brillo.
Posteriormente, los romanos celebraban la puesta de Sirio el 25 de abril sacrificando para la diosa Robigo un perro junto con incienso, vino y una oveja, con objeto de proteger ese año las cosechas de enfermedades como la roya del trigo a causa de las emanaciones malvadas de la estrella. Asimismo, los romanos denominaron «canicŭla» (canícula) a los «días del perro» griegos, cultismo latino que se ha conservado en el idioma español y que retiene su significado, el cual se refiere a los días de mayor calor, lo que en España sucede hoy en día en el mes de agosto, aunque esta época de altas temperaturas antes tenía lugar tras el orto heliaco de Sirio; este desplazamiento temporal se debe a la precesión de los equinoccios.

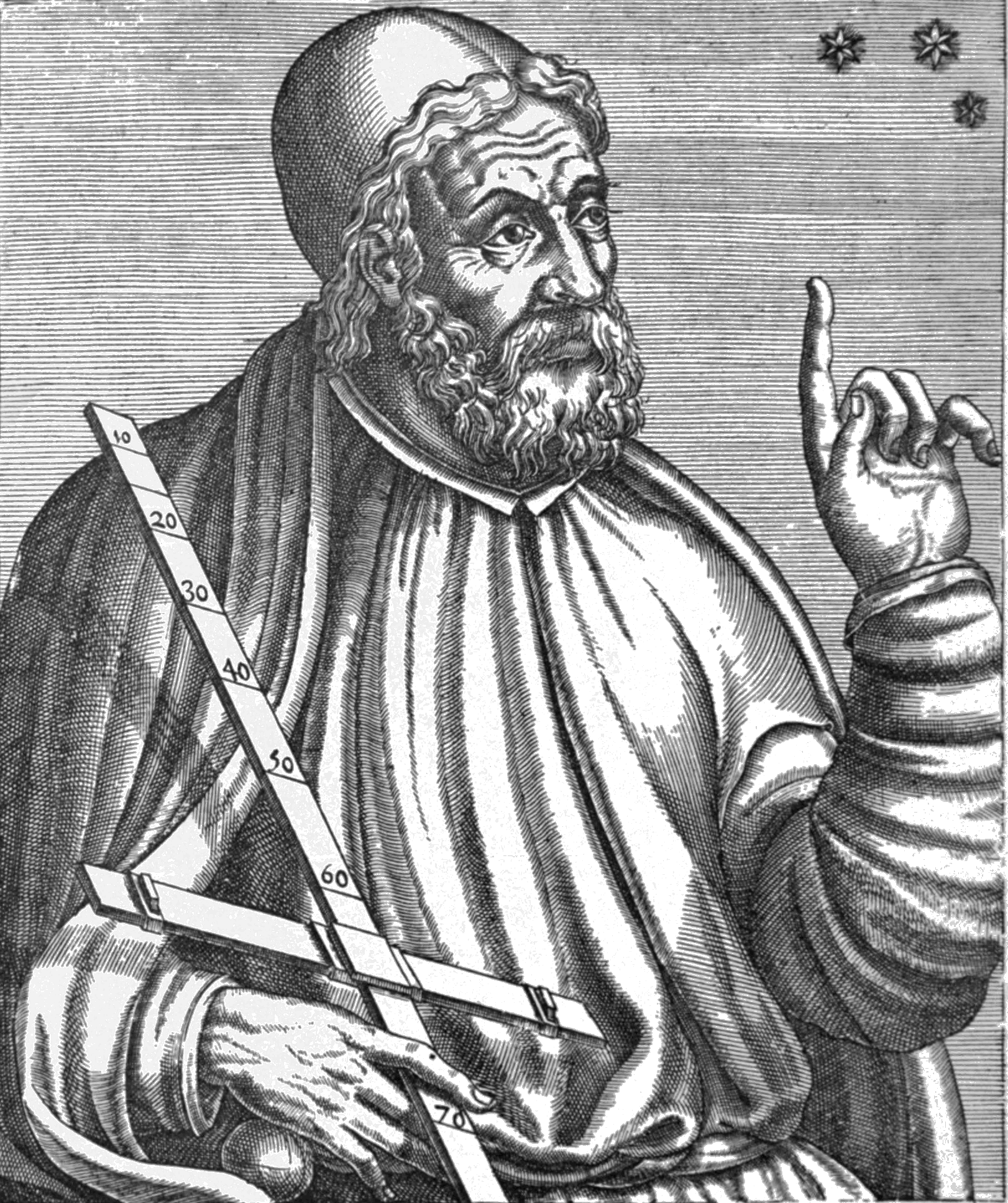
Claudio Ptolomeo, según un grabado medieval

Claudio Ptolomeo de Alejandría, en el siglo II, cartografió las estrellas en los libros séptimo y octavo de su Almagesto, un tratado astronómico que contiene el catálogo estelar más completo de la antigüedad. En él, Ptolomeo usó Sirio como localización del meridiano central terrestre. Curiosamente, dibujó Sirio como una de las seis estrellas rojas, algo que hoy se sabe que no es cierto, pero que sin embargo fue un tema controvertido para los astrónomos durante mucho tiempo. Las otras cinco estrellas rojas son de clase M y K, como por ejemplo Arturo, en la constelación del Boyero, y Betelgeuse, en Orión.
En otro lugar del mundo, Polinesia, las estrellas más brillantes eran importantes para la navegación entre los miles de islas y atolones del océano Pacífico. Bajas, junto al horizonte, servían de brújulas estelares que ayudaban a los marineros a trazar su rumbo hacia su destino final. Adicionalmente, funcionaban como marcadores de latitud; en el caso de Sirio, coincide con la latitud del archipiélago de Fiyi, en 17° S, de manera que sobrepasaba las islas cada noche. Para los polinesios el mapa de los cielos nocturnos no era el mismo que el de romanos y griegos. En su firmamento, Sirio pertenecía a una constelación llamada Manu, en la que hacía las veces de cuerpo de un gran pájaro cuyas puntas de las alas no eran otras que Canopus al sur y Proción al norte, otras dos estrellas notables, las cuales dividían la noche polinesia en dos hemisferios. De la misma forma en que la aparición de Sirio antes de la aurora anunciaba el verano para los griegos, para el pueblo maorí señalaba el comienzo del invierno, en su lengua llamado Takurua, nombre que designaba tanto a la estación como a Sirio. Su punto culminante en el solsticio invernal era día de fiesta en Hawái —archipiélago que, sin embargo, ya se encuentra en el hemisferio norte terrestre, pero a baja latitud—, donde era conocido como Ka'ulua, «Reina del cielo», aunque no es este su único nombre a lo largo del Pacífico, pues recibía otros como Tau-ua en las islas Marquesas, Rehua en Nueva Zelanda y Aa y Hoku-Kauopae en la propia Hawái.
En el siglo XVIII, el influyente filósofo prusiano Immanuel Kant reflexionó sobre Sirio y, a causa del rutilante centelleo de la estrella en el cielo europeo, donde no pueden verse rivales inmediatas en brillo como Canopus, Alfa Centauri o Achernar, pensó que sería el centro de gravitación del universo alrededor del cual rotarían el resto de objetos celestes.
Existe un grupo étnico de Mali, los dogones, al que se le atribuye poseer conocimientos tradicionales sobre Sirio que teóricamente serían imposibles de adquirir sin la utilización de un telescopio. Según los libros Entretiens avec Ogotemmêli y Le renard pâle, del antropólogo francés Marcel Griaule (1898-1956), este pueblo no solo conocía el periodo orbital de cincuenta años de Sirio y de su pequeño astro compañero antes que los astrónomos europeos y estadounidenses, sino que también hacían referencia a una posible tercera estrella en el sistema. Sirio A es conocida como Sigi tolo, Sirio B como Po tolo y la tercera estrella como Emme ya tolo. El libro de Robert K. G. Temple de 1976 The Sirius Mystery, en el que se asocia a los dogones con extraterrestres, les acredita además el conocimiento del sistema joviano descubierto por Galileo Galilei de las cuatro mayores lunas de Júpiter y también el conocimiento de los anillos de Saturno. Tales nociones astronómicas no pasaron desapercibidas y generaron polémica y especulación. Partiendo de un artículo del año 1978 de la publicación Skeptical Inquirer, es posible que este extraordinario entendimiento del sistema Sirio fuera consecuencia de contaminación cultural, algo de lo que más recientemente se ha acusado a los propios etnógrafos, explicación que por el contrario parece demasiado simplista para otros. Noah Brosch, en su libro Sirius Matters, propuso que dicha transferencia cultural astronómica al pueblo dogón tuvo lugar en 1893, cuando una expedición francesa que pretendía contemplar un eclipse visitó su región. Otros posibles culpables de esa supuesta contaminación cultural podrían haber sido misioneros en el año 1930, antes de las primeras investigaciones de Marcel Griaule con los dogones.

## Sistema Sirio

Órbita de Sirio B alrededor de Sirio A.

Sirio es una estrella binaria compuesta de dos estrellas blancas orbitando entre sí a una distancia de unas 20 ua (unos 3 × 109 km), aproximadamente la distancia entre el Sol y Urano, y un periodo de cincuenta años. La componente más brillante, Sirio A, es una estrella blanca de la secuencia principal de tipo espectral A1V, con una temperatura superficial estimada en 9940 K. Su compañera, Sirio B, es una estrella que ya evolucionó de la secuencia principal y se convirtió en enana blanca. Actualmente es diez mil veces menos luminosa en el espectro visual, pero en un tiempo fue la más masiva de las dos. La edad del sistema se ha calculado en alrededor de 230 millones de años. Se cree que un momento más temprano de su existencia había dos estrellas blancas azuladas viajando cada una en una órbita elíptica cada 9.1 años. La emisión de radiación infrarroja del sistema Sirio es más alta de lo esperado, según las mediciones del observatorio espacial IRAS, lo que podría ser una prueba de polvo en el sistema y se considera inusual para una estrella binaria. La imagen del observatorio de rayos X Chandra muestra a Sirio B eclipsando a su, en teoría, más brillante compañera, puesto que Sirio B es una fuente más potente de rayos X.

### Sirio A

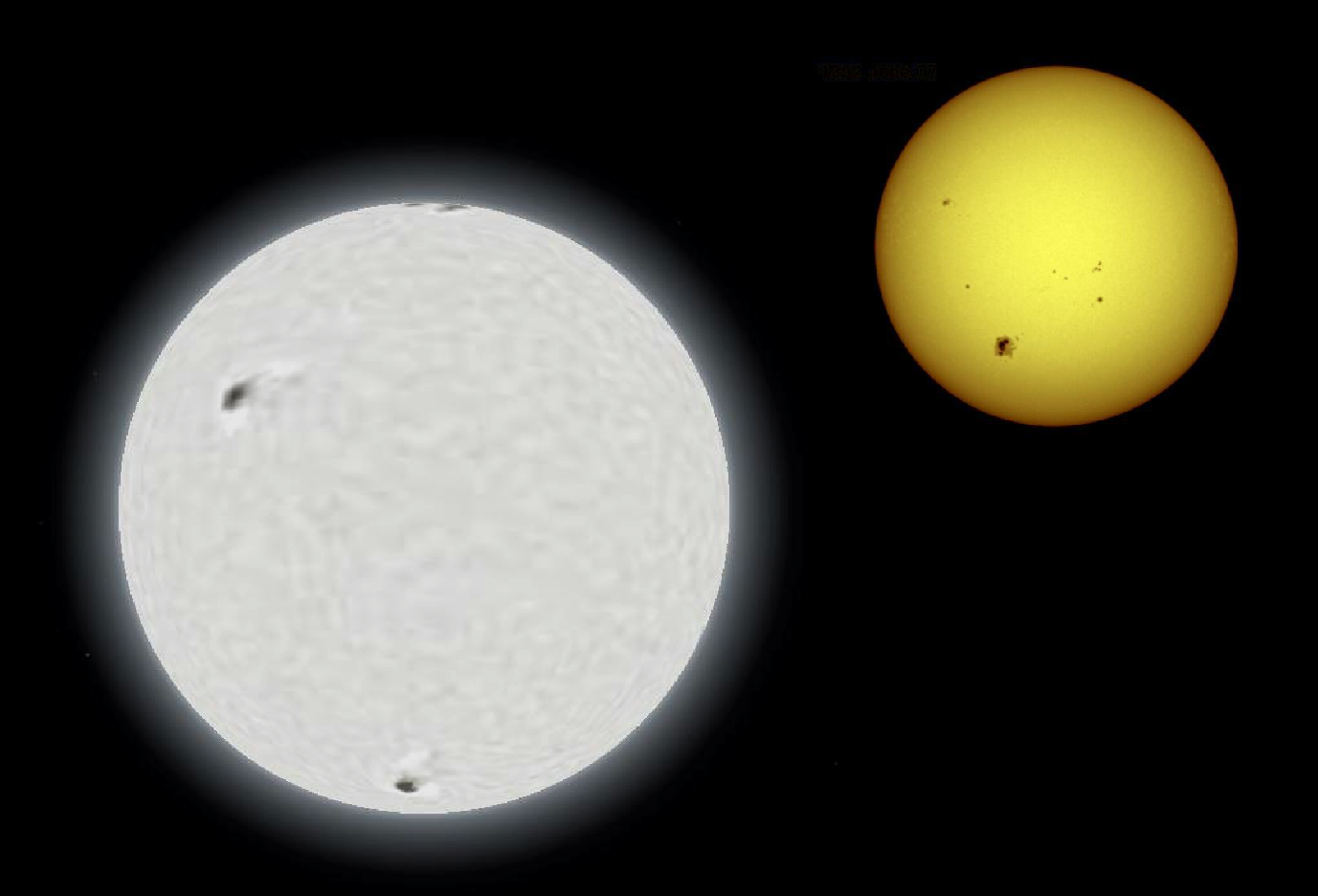
Comparación entre Sirio A y el Sol.

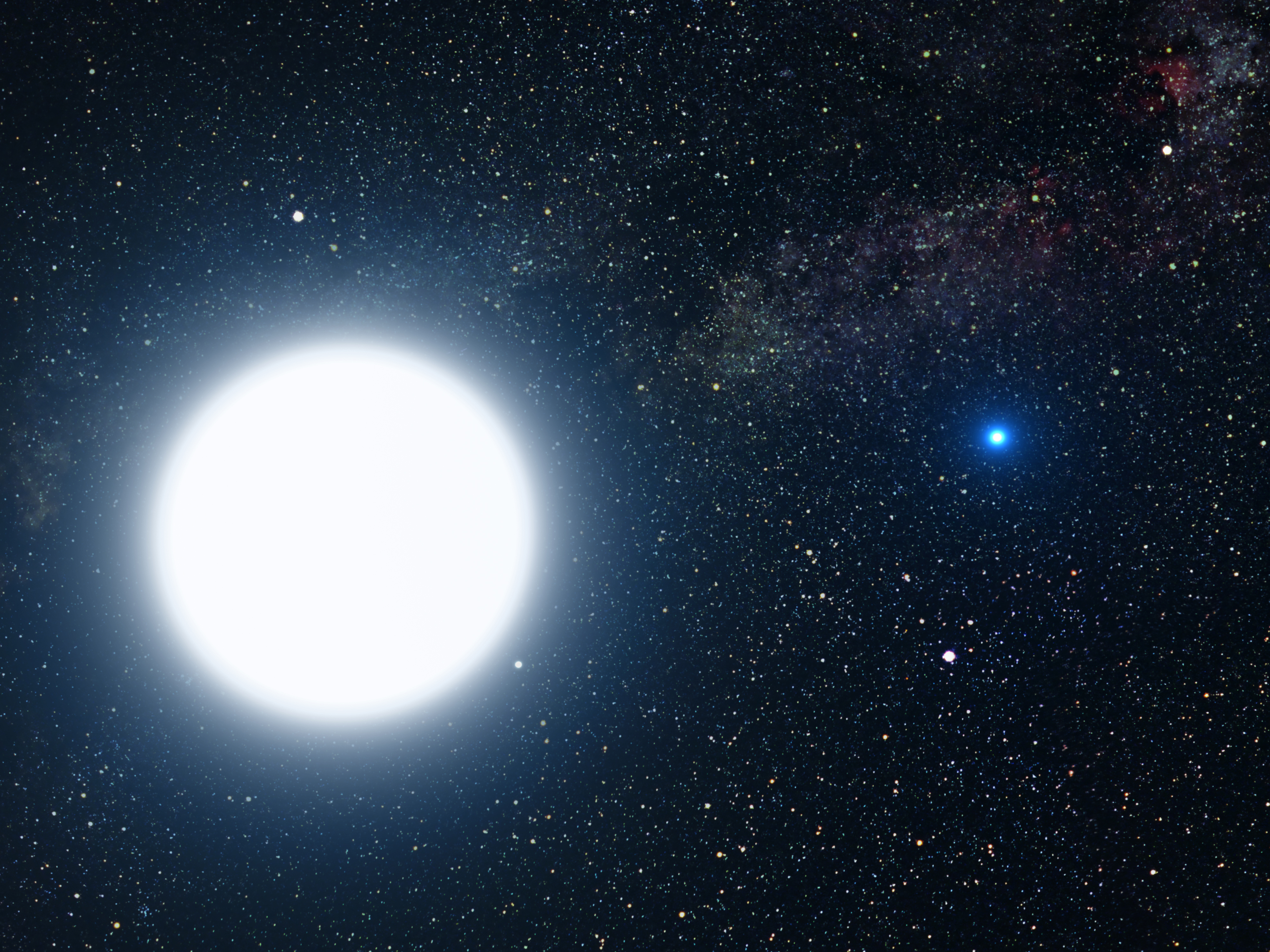
Concepción artística de Sirio A y Sirio B.

Sirio A tiene una masa aproximada de 2.02 veces la del Sol, que es de 1.99 × 1030 kg. El radio de Sirio A, 5.936 ± 0.016 mas, ha sido medido con interferómetro astronómico. Su velocidad rotacional es relativamente baja, de 16 km/s, a causa de lo cual no se produce un abombamiento significativo del disco, al contrario de lo que le sucede a una estrella de tamaño parecido, Vega, que debido a su alta velocidad de rotación de 274 km/s presenta un diámetro ecuatorial mucho más prominente que el polar. Mientras que la magnitud aparente de Sirio es la mayor del cielo nocturno en lo que a estrellas se refiere, con –1.46, su magnitud absoluta es 1.42, muy por debajo de sus vecinas Iota Canis Maioris, Bellatrix o VY Canis Maioris. Su edad ronda los 200 o 300 millones de años.
Los modelos teóricos estelares indican que la estrella se formó durante el colapso de una nube molecular y, después de diez millones de años, su generación interna de energía provenía completamente de reacciones nucleares. El núcleo pasó a ser una zona convectiva y hacía uso del ciclo CNO para generar energía. Se espera que Sirio A agote las reservas de hidrógeno de su núcleo antes de mil millones de años después de su formación. Entonces se convertirá en una gigante roja para luego acabar siendo una enana blanca.
El espectro de Sirio A desvela líneas fuertemente metálicas, es decir, es una estrella rica en elementos más pesados que el helio, como por ejemplo el hierro. En comparación con el Sol, la proporción de hierro frente a la de hidrógeno en la atmósfera de Sirio A viene dada por: {\displaystyle {\begin{smallmatrix}[{\frac {Fe}{H}}]=0.5\end{smallmatrix}}}, equivalente a 100.5, lo que quiere decir que Sirio A tiene un 316 % de la proporción de hierro-hidrógeno existente en la atmósfera del Sol. Por otra parte, es improbable que ese porcentaje de elementos metálicos sea el mismo en la totalidad de la estrella; podría estar suspendido en una fina capa convectiva en la superficie.

### Sirio B

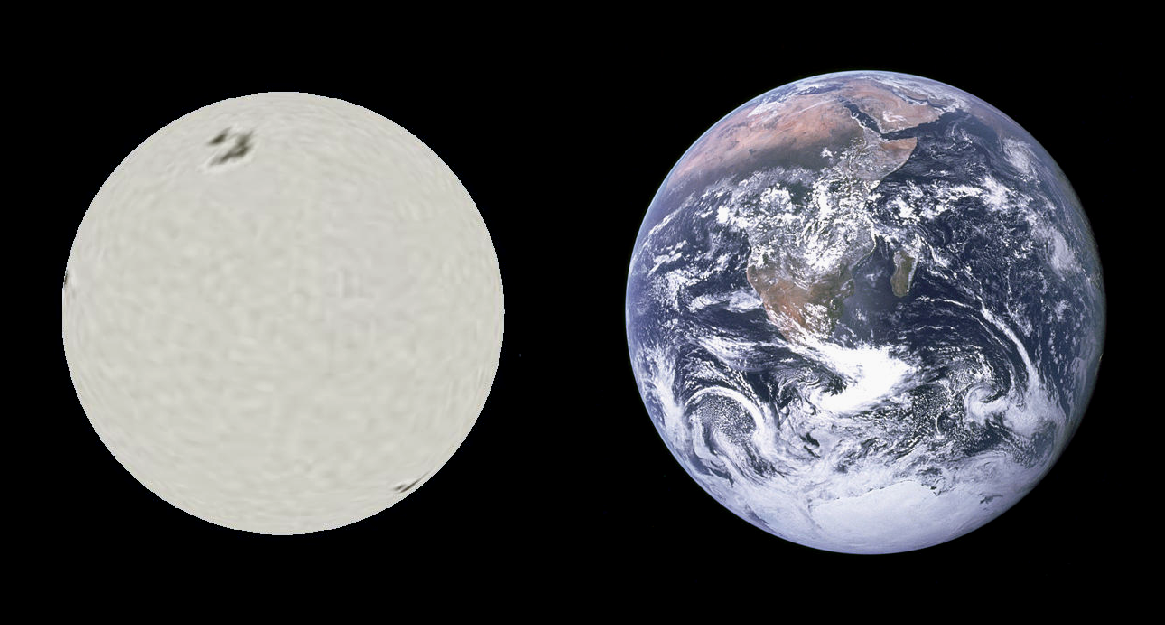
Comparación entre Sirio B y la Tierra.

Sirio B es la enana blanca más cercana a la Tierra. Tiene una masa prácticamente igual a la de nuestro Sol (0.98 M☉), lo que la sitúa como una de las enanas blancas más masivas de las que se tiene noticia, pues de media suelen tener la mitad de la masa solar, solo que a esto hay que sumarle que, teniendo la misma masa que el Sol, su tamaño es más bien el de la Tierra, por lo que su densidad es altísima. La temperatura superficial de Sirio B se ha estimado en 25 200 K, pero aunque esta temperatura es mayor que la de Sirio A, no hay fuentes internas de energía, así que la estrella se irá enfriando progresivamente durante un periodo de más de dos mil millones de años en el que radiará su calor al espacio exterior. La magnitud aparente de Sirio B es de 8.30, así que sería fácilmente observable al telescopio si no fuéramos deslumbrados por la magnitud mayor de Sirio A. Su magnitud absoluta es baja, de tan solo 11.18.
Una enana blanca solo se forma después de que una estrella se desarrolle a partir de la secuencia principal y pase por una etapa de gigante roja. En el caso de Sirio B, esto sucedió cuando la estrella contaba solo con la mitad de su edad actual, hace unos 120 millones de años. Durante su época en la secuencia principal la estrella inicial, de tipo B (o B4-5), tendría una masa aproximada de 5 M☉. En el transcurso de su fase intermedia de Sirio B como gigante roja, Sirio A podría haber aumentado su metalicidad.
La composición de Sirio B es básicamente una mezcla de carbono y oxígeno procedente de la fusión del helio en su etapa anterior. Hay una envoltura convectiva de otros elementos más ligeros, segregados según su masa como consecuencia de la alta temperatura superficial; de ahí que la atmósfera exterior de Sirio B sea de hidrógeno prácticamente puro (el elemento más ligero) y no se aprecien otros elementos en el espectro de esta estrella.

### Especulación sobre Sirio C

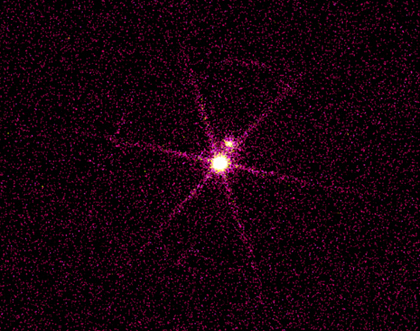
Imagen de rayos X del Chandra, en la que Sirio B es más visible que Sirio A.

Desde 1894, algunas irregularidades visibles en la órbita del sistema Sirio hicieron pensar en una tercera componente aún más pequeña, algo que nunca ha llegado a confirmarse. El mejor ajuste a los datos indica que tendría una órbita alrededor de Sirio A de unos seis años y una masa de tan solo 0.06 M☉ y sería hasta diez veces más débil que Sirio B, lo que complicaría tremendamente su visualización. En los años veinte del siglo XX varios astrónomos observaron repetidamente una pequeña estrella en las inmediaciones de Sirio A, pero la perdieron de vista después. Estudios posteriores pudieron confirmar que se trataba de un objeto de fondo; en 1999, un equipo de astrónomos franceses pudo examinar el entorno de Sirio A en busca de un astro tenue y halló, de fondo, una estrella de brillo similar que en la primera mitad de los años veinte debía situarse en la zona visual que ocupaba Sirio A. Las tomas más recientes no pudieron encontrar ninguna estrella compañera de Sirio A dentro de un campo de 30 arcsec. En 2008 se publicaron otras observaciones que fueron incapaces de detectar ni una tercera estrella ni tampoco un planeta.

### Posibilidad de vida alrededor de Sirio
La distancia de Sirio A a la cual debería encontrarse un planeta para albergar condiciones físicas favorables para la vida tal y como la conocemos es de 4.7 ua, cerca de 700 millones de kilómetros. Sin embargo, en esta distancia no podría existir una órbita estable a causa de las perturbaciones provocadas por la presencia de Sirio B. Cualquier planeta habitable habría sido destruido tras la expansión de esta última durante su etapa de gigante roja y, en el caso de que se hubiera formado a continuación de ese proceso, estaría sometido a una incesante lluvia de cometas y asteroides, pues en torno a Sirio se ha detectado un disco de polvo similar a aquel que ocupaba el sistema solar en sus primeras fases.

## Descubrimiento de Sirio B

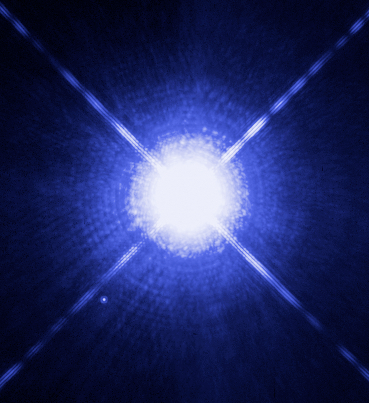
Imagen de Sirio A (estrella grande) y Sirio B (estrella pequeña, abajo a la izquierda de la mayor), tomada por el telescopio espacial Hubble.

En 1844, el astrónomo alemán Friedrich Bessel, reconocido por ser el primero en descubrir la paralaje trigonométrica en 1838, dedujo, a partir de las oscilaciones en el movimiento propio de Sirio, que tenía una compañera invisible, lo que desconcertó a toda la comunidad astronómica. Gracias al análisis de la trayectoria se pudieron calcular algunas características del sistema Sirio. Casi dos décadas más tarde, el 31 de enero de 1862, el astrónomo y fabricante de telescopios estadounidense Alvan Graham Clark, de la Alvan Clark & Sons, situada en Massachusetts, fue el primero en avistar la débil estrella compañera de Sirio, ahora denominada Sirio B y también, coloquialmente, «el Cachorro». Curiosamente, no buscaba distinguir la nueva estrella, sino probar las lentes de su nuevo telescopio refractor —el mayor del mundo de su clase entonces, de 480 mm de apertura, destinado al Observatorio Dearborn— y descubrir imperfecciones gracias al brillo de Sirio. A partir de entonces, Sirio dejaba de ser una estrella binaria astrométrica, i. e., binaria pero aparentemente solitaria a simple vista o con telescopio, para entrar en la categoría de estrellas binarias orbitales visuales.
En 1851 Christian Peters había podido cifrar el periodo orbital de la pareja en 50.093 años, y su masa en más de seis veces la de Júpiter, aunque en esto último sus cálculos se quedaron cortos. Asimismo, constató una fuerte excentricidad en la trayectoria orbital de Sirio B y aportó una efeméride con las posiciones esperadas.
En 1915, Walter Sydney Adams, utilizando un telescopio reflector de 1.5 m desde el Observatorio Monte Wilson, observó el espectro de Sirio B y determinó que era una tenue estrella blanquecina, lo que llevó a los astrónomos a pensar que era una enana blanca, la segunda en la historia en ser descubierta, o incluso la primera según otras fuentes. Con los años ha pasado a ser una de las tres enanas blancas «clásicas», junto a 40 Eridani y a la Estrella de Van Maanen.
La primera medición del diámetro de Sirio A fue llevada a cabo por Robert Hanbury Brown y Richard Q. Twiss en 1959 en Jodrell Bank, con la ayuda de su interferómetro de intensidad estelar, pero no fue sino hasta 2005 que, con el telescopio espacial Hubble, se pudo definir el tamaño de Sirio B: aproximadamente tiene el mismo diámetro que la Tierra, unos 12 000 km, pero con una masa ligeramente menor a la del Sol.

## Visibilidad y observación

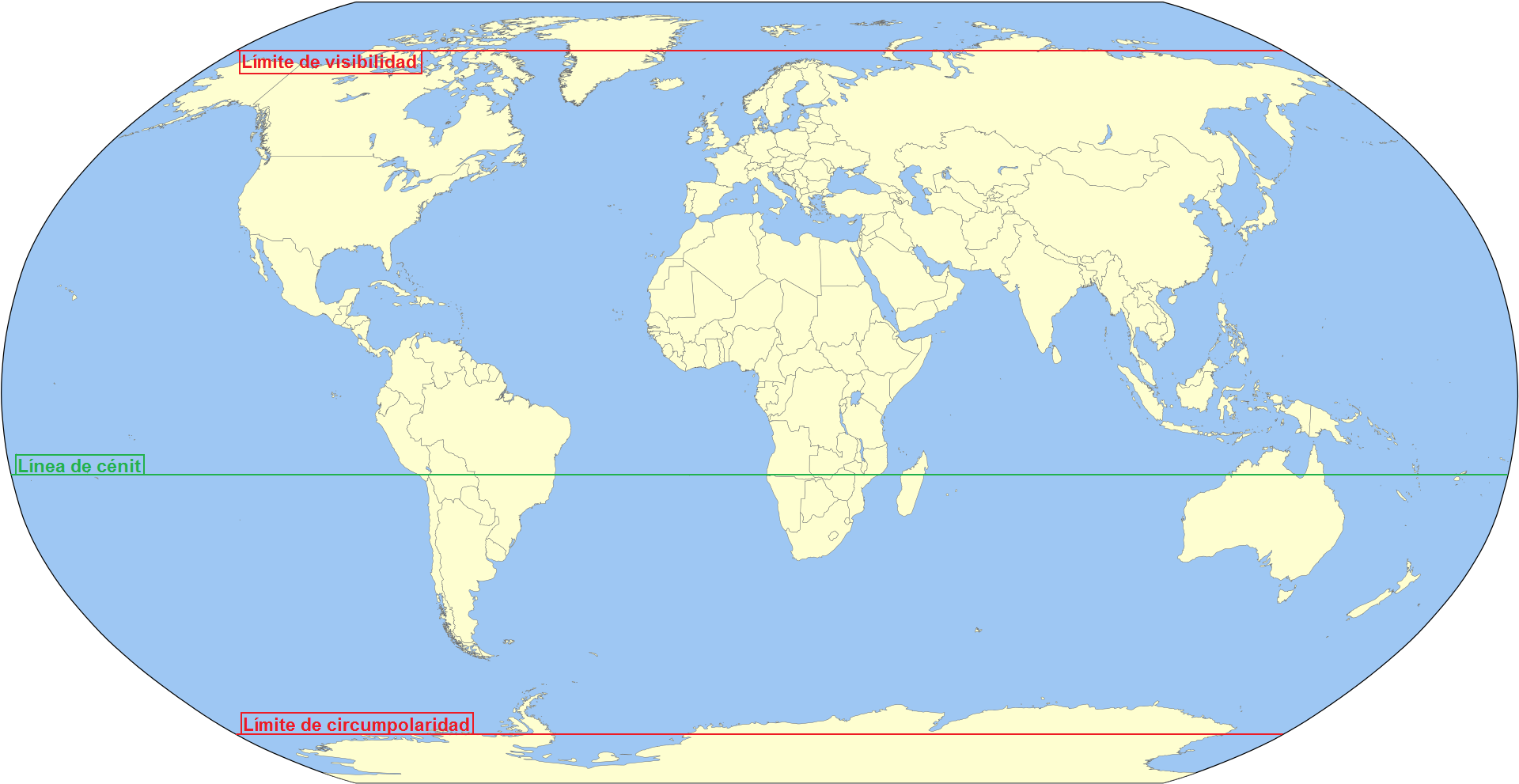
Con una declinación de –16° 42', Sirio es visible al sur de los 73° 18' N y circumpolar al sur de los 73° 18' S.

Triángulo invernal formado por Proción a la izquierda, Betelgeuse, roja, a la derecha (y el resto de Orión) y Sirio debajo en el centro. También se puede observar parte de la Vía Láctea que cruza en medio de ellos.

Con una magnitud aparente de –1.46, Sirio es la estrella más brillante del cielo nocturno, casi dos veces más brillante que la segunda estrella por brillo, Canopus, de –0.62 según el catálogo Hipparcos. Sin embargo, es superada por la Luna, por Júpiter y por Venus; en ocasiones incluso la magnitud aparente de Mercurio y Marte es superior. Sirio puede observarse casi desde cualquier lugar habitado de la Tierra. Únicamente aquellos que viven más allá del paralelo 73° N, varios grados por encima del círculo polar ártico, no pueden verla; y desde algunas poblaciones de altas latitudes, aunque puede divisarse, se eleva muy poco sobre el horizonte, por ejemplo en la ciudad rusa de San Petersburgo, donde solo alcanza 13° sobre el mismo. Forma, junto a Proción y Betelgeuse, el triángulo de invierno para los observadores del hemisferio norte. Debido a su declinación de apenas –17°, Sirio se constituye en estrella circumpolar en las latitudes que van desde 73° S hasta el polo sur. A principios de julio, desde el hemisferio sur Sirio se puede ver tanto al atardecer, pues se pone tras el Sol, como al amanecer, cuando aparece antes que él.
Con las condiciones adecuadas, Sirio puede atisbarse a la luz del día a simple vista. Es necesario que, con Sirio en el cenit (Para observadores alrededor de 16° y 18° S) 
y el Sol bajo junto al horizonte, el cielo esté claro y que el lugar de observación esté situado a gran altitud; la reunión de estos requerimientos se cumple con mayor facilidad en el hemisferio austral a causa de la declinación de Sirio. Durante la noche, una de las alineaciones estelares más populares es que la prolongación de la línea imaginaria creada por las tres estrellas principales del cinturón de Orión —Alnitak, Alnilam y Mintaka— va a parar a Sirio hacia el sureste, a unos 20°, y a Aldebarán hacia el noroeste.
El movimiento orbital del sistema binario de Sirio hace que la mínima separación angular entre ambas estrellas sea de menos de tres segundos de arco y que la máxima sea de doce segundos de arco. Si se tiene la primera de las situaciones expuestas, distinguir a la pequeña Sirio B de su gran compañera es un desafío para el observador, ya que se necesita un telescopio de al menos 300 mm de apertura apoyado por unas condiciones de observación excelentes. En general, el obstáculo principal para observar Sirio B viene dado por la gran diferencia de magnitud entre la estrella primaria y la secundaria. Desde el año 1994, cuando ocurrió el último periastro del sistema Sirio, la pareja se ha ido distanciando entre sí, lo que facilita su visión por separado. Asimismo, para diferenciar ambas estrellas puede ser de utilidad un diafragma poligonal, ideado por Alexander Aitken, que modifique la luz proveniente de Sirio A para que Sirio B deje de ser imperceptible entre el brillo de la primera. El último apoastro tuvo lugar en el año 2018, cuando el sistema estuvo separado 12 arcsec con un ángulo de posición de 66°; el anterior sucedió en 1966, así que hasta el año 2010 no fue tan fácil distinguir la una de la otra.
A una distancia de 2.6 pársecs (8.6 años-luz), el sistema Sirio contiene dos de las ocho estrellas más cercanas al sistema solar y es el quinto sistema estelar más cercano a nosotros. Es esta proximidad, y no la luminosidad real de Sirio, la principal razón de que su magnitud aparente siga en la lista a Luna, Júpiter y Venus, idénticamente a lo que sucede con otras estrellas cercanas como Alfa Centauri y en claro contraste a lo que sucede con estrellas supergigantes y extremadamente luminosas como Canopus, Rigel o Betelgeuse, que a pesar de encontrarse muchísimo más lejos se cuentan entre las más brillantes del firmamento. A pesar de todo, no hay que olvidar que Sirio es alrededor de veinticinco veces más luminosa que nuestro Sol.
Tomando Sirio como referencia de distancias, la estrella de grandes dimensiones más cercana es Proción, a 1.61 pársecs (5.24 años-luz) de distancia. Se espera que la sonda espacial Voyager 2, lanzada en el año 1977 con el fin de estudiar los gigantes gaseosos del sistema solar, pase a una distancia máxima de 1.3 pc (4.3 años-luz) de Sirio dentro de aproximadamente 296 000 años.

### Comparación de brillo

Desarrollo de los brillos aparentes de las estrellas más luminosas desde la Tierra a lo largo del tiempo.

En la actualidad, Sirio es la estrella más brillante del firmamento, pero no siempre será así. Alrededor del año 235 000 d. C., Vega reemplazará a Sirio en esa primera posición con una magnitud de –0.7, y antes del año 260 000 d. C., con una magnitud de –0.46, Canopus podría recuperar su segundo puesto en detrimento de Sirio, que caería en la lista para pasar a ser la tercera estrella por brillo desde la Tierra. La evolución del brillo de Sirio en comparación con otras estrellas muy brillantes, en el espacio de tiempo que va desde cien milenios antes de Cristo hasta cien milenios después de Cristo se muestra en el siguiente diagrama y su correspondiente tabla numérica:
| Año (a. C./d. C.) | Sirio | Canopus | Vega  | Arturo | Proción | Altair | α Cen |
| ----------------- | ----- | ------- | ----- | ------ | ------- | ------ | ----- |
| −100000           | −0.66 | −0.82   | +0.33 | +0.88  | +0.88   | +1.69  | +2.27 |
| −75000            | −0.86 | −0.80   | +0.24 | +0.58  | +0.73   | +1.49  | +1.84 |
| −50000            | −1.06 | −0.77   | +0.17 | +0.30  | +0.58   | +1.27  | +1.30 |
| −25000            | −1.22 | −0.75   | +0.08 | +0.08  | +0.46   | +1.03  | +0.63 |
| 0                 | −1.43 | −0.72   | 0.00  | −0.02  | +0.37   | +0.78  | −0.21 |
| 25000             | −1.58 | −0.69   | −0.08 | +0.02  | +0.33   | +0.49  | −0.90 |
| 50000             | −1.66 | −0.67   | −0.16 | +0.19  | +0.32   | +0.22  | −0.56 |
| 75000             | −1.66 | −0.65   | −0.25 | +0.45  | +0.37   | −0.06  | +0.30 |
| 100000            | −1.61 | −0.62   | −0.32 | +0.74  | +0.46   | −0.31  | +1.05 |

### Sirio como estrella roja

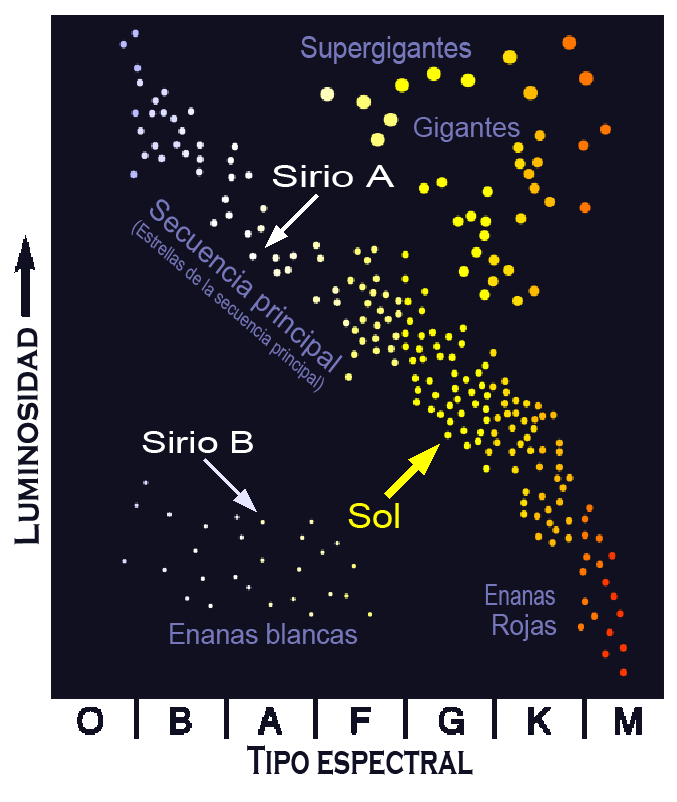
Sirio A, Sirio B y el Sol en el diagrama de Hertzsprung-Russell.

La paradoja de que Sirio era hasta hace poco tiempo (en términos estelares) una estrella roja sorprendía a los astrónomos, pues a pesar de que se sabe con certeza que es de color blanco azulado, los documentos históricos denotaban que la estrella era roja.
En el Antiguo Egipto, para cuyos habitantes Sirio era de gran importancia dada la relación entre su orto heliaco y la crecida del Nilo, Sirio era una estrella roja y, del mismo modo, hacia el año 150 d. C. Claudio Ptolomeo describió Sirio con color rojizo, junto a otras cinco estrellas que, en efecto, son de ese color o anaranjado: Betelgeuse, Antares, Aldebarán, Arturo y Pólux. El primero en discrepar de manera oficial fue el astrónomo aficionado Thomas Barker, terrateniente de Lyndon Hall en Rutland, Reino Unido, quien habló del tema durante una reunión de la Royal Society en Londres en 1760. La existencia de estrellas que variaban su brillo dio pie a la idea de que también podría haber otras que lo que cambiaran fuera su color; Sir John Herschel hizo este apunte en 1839, posiblemente influido por su estudio sobre Eta Carinae dos años atrás. Thomas Jefferson Jackson See reabrió el debate acerca del color rojo de Sirio mediante la publicación de diversos documentos en el año 1892 y un sumario en 1926, en los que no solo recurría a Ptolomeo, sino que también citaba al poeta Arato, a Marco Tulio Cicerón y a Julio César Germánico como personas que habían calificado a la estrella de roja, admitiendo por otro lado que ninguno de los tres eran astrónomos. El filósofo romano Lucio Anneo Séneca también había descrito en su momento a Sirio con un color rojo más oscuro que el de Marte, declarando además «Sirio es roja». Hay que señalar que, aunque fue la idea más generalizada, no todos los observadores antiguos vieron Sirio roja. De hecho, en la antigua China Sirio era la referencia que tomar como estrella blanca, y múltiples registros desde el siglo II a. C. hasta el siglo VII d. C. describen Sirio con tonos blancos. Regresando a Europa, ya en el siglo I el poeta Manilio la definió de «azul de mar», imagen repetida en el siglo IV por Avieno.
En 1985, los astrónomos alemanes Wolfhard Schlosser y Werner Bergmann publicaron un informe de un manuscrito lombardo del siglo VIII que contiene De cursu stellarum ratio, escrito por san Gregorio de Tours. El texto, en latín, enseñaba a los lectores cómo determinar la hora del rezo nocturno gracias a las posiciones de los astros en el cielo, adjetivando Sirio con la palabra rubeola, «rojiza». Se basaron en este hecho para justificar que Sirio B fue una gigante roja en aquel entonces. No obstante, otros les replicaron que probablemente san Gregorio de Tours se estuviera refiriendo a Arturo en vez de a Sirio.
La posibilidad de que estas posturas encontradas hayan sido causadas por la evolución estelar o bien de Sirio A o bien de Sirio B ha sido descartada por los astrónomos, pues el tiempo transcurrido ha sido demasiado escaso para una estrella y porque además no hay signos de la nebulosidad que cabría esperar en el sistema si un cambio de tal envergadura hubiera tenido lugar. Incluso se ha planteado la interacción con una presunta tercera estrella, no conocida de momento, como causa del color rojo. Algunas otras explicaciones alternativas han argumentado que o se calificaba la estrella de roja como metáfora de la mala fortuna o que la titilación de Sirio daba la impresión de matices colorados.
La explicación final que resolvió el misterio era bastante más simple: igual que sucede con el Sol cuando se encuentra bajo en el horizonte, al amanecer o al atardecer, Sirio se mostraba rojo en esa misma posición, como consecuencia de la dispersión de la luz a través de la atmósfera. De ahí que Sirio fuera roja para los egipcios, por ejemplo, ya que en su orto heliaco se sitúa baja en el cielo.

### Objetos celestes cercanos

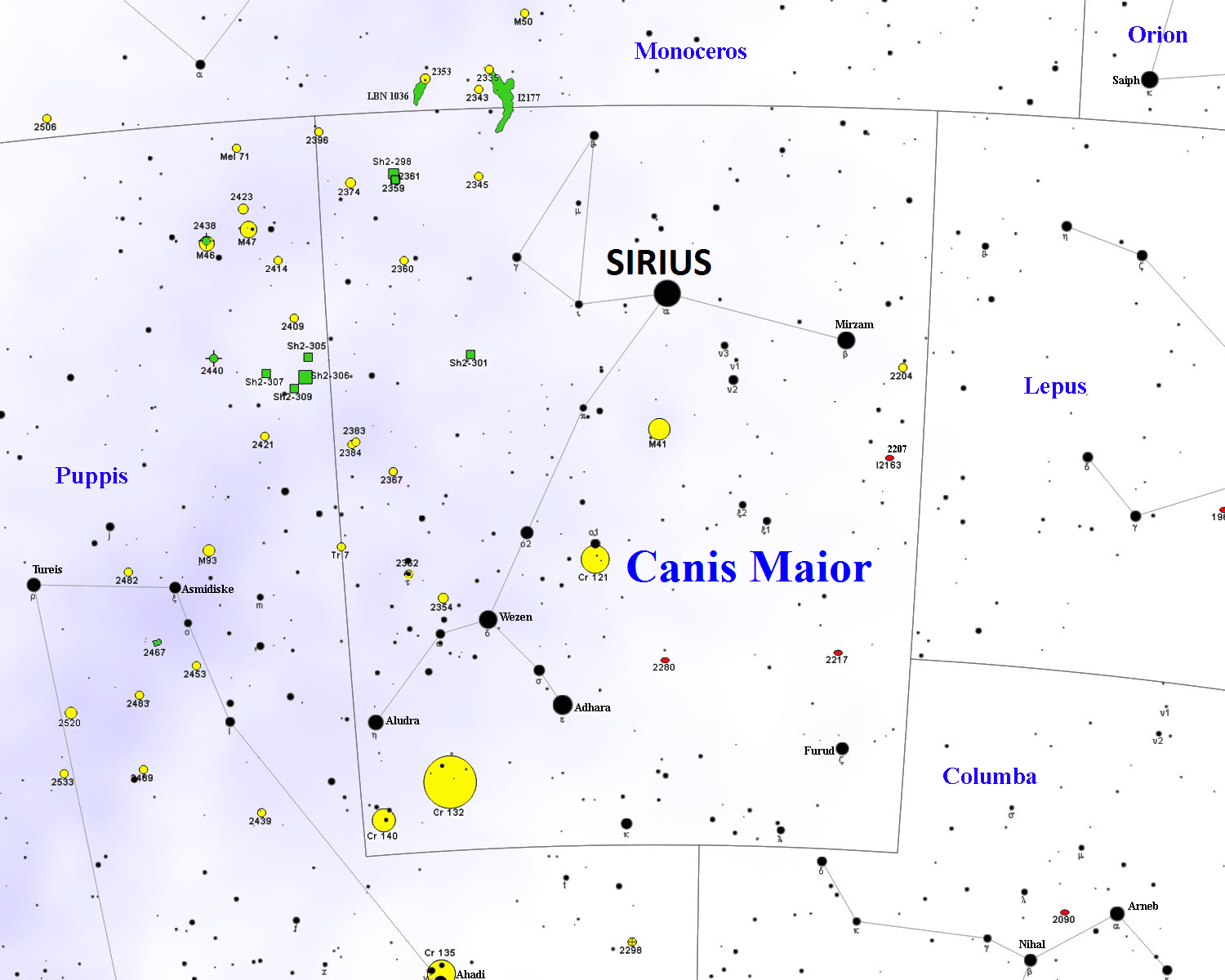
Mapa del cielo de Canis Maior y sus zonas cercanas. La zona al este de Sirio es más rica que la situada al oeste.

A la hora de observar el cielo nocturno, Sirio es una buena referencia para situarse en el cielo. En las inmediaciones de Sirio se encuentra un objeto perteneciente al catálogo Messier, M41, un cúmulo abierto en el que se pueden apreciar decenas de estrellas, predominantemente amarillas, de magnitudes de la 8 a la 10, aproximadamente, lo que da al conjunto una magnitud de 5.0. A 13° hacia el este de Sirio, es decir, bastante más apartados, se encuentran también M46 y M47, ya en la constelación de Puppis; y hacia el norte, en la constelación de Monoceros, está el cúmulo abierto M50. Al oeste de Sirio, y ligeramente hacia el sur, se encuentra Beta Canis Maioris, que a pesar de su nombre no es la segunda estrella más brillante de la constelación, sino la cuarta; es una gigante azul levemente variable cuya magnitud absoluta supera con creces a Sirio, pero se encuentra mucho más alejada del sistema solar. La segunda estrella más luminosa en apariencia de Canis Maior es en realidad Adhara, Épsilon Canis Maioris, otra gigante azul que ya se localiza mucho más al sur en la constelación. Cerca de Sirio también se pueden observar estrellas dobles o triples como μ CMa, S 516, S 518 o ν1 CMa, esta última de color anaranjado muy cercana a otras dos con el mismo nombre y tonalidad similar, ν2 CMa y ν3 CMa; de estas tres la más próxima a Sirio en el cielo es ν3 CMa. Cabe mentar también la presencia de cúmulos como el NGC 2345, el NGC 2204 o el NGC 2360.

## Movimiento

Ilustración de 1882 que muestra las oscilaciones en el movimiento propio de Sirio.

En 1718, Edmund Halley descubrió el movimiento propio de las hasta entonces supuestas estrellas fijas, tras comparar las medidas astrométricas de su época con las dadas por Ptolomeo en su Almagesto. Se percató de que las estrellas Aldebarán, Arturo y Sirio se habían desplazado significativamente, en el caso de Sirio hasta 30 arcmin en sentido sur —lo que supone una distancia similar al diámetro lunar aparente— en unos 1800 años.
Siglo y medio más tarde, en 1868, Sirio se convirtió en la primera estrella a la que se le midió su velocidad. Sir William Huggins analizó el espectro de la estrella y notó un acercamiento al rojo, por lo que concluyó que Sirio se alejaba del sistema solar a una velocidad de unos 40 km/s. Sin embargo, esta medida de Huggins era exagerada en cuanto a magnitud y era errónea en su signo, dadas las mediciones actuales, que señalan que Sirio se desplaza a –7.6 km/s, lo que quiere decir que viaja más despacio y que no se aleja de nosotros, sino que se aproxima al sistema solar. La parte positiva del estudio de Huggins fue que introdujo el estudio de las velocidades radiales estelares. Dentro de unos 64 000 años Sirio alcanzará la distancia mínima al sistema solar, unos 7.86 años-luz, momento en que su magnitud aparente también será mayor que en la actualidad y crecerá hasta –1.68. Después de ese momento, Sirio comenzará a alejarse del Sol.
Sirio posee un movimiento propio relativamente grande de 1.3 arcsec por año, de los cuales más o menos 1.2 arcsec son en sentido sur y 0.55 arcsec en sentido occidental.

### Supercúmulo estelar de Sirio
Ejnar Hertzsprung, en el año 1909, reparó en que Sirio podría formar parte de la corriente de la Osa Mayor, basándose en el movimiento propio de Sirio. Este grupo estelar de la Osa Mayor es un conjunto de 220 estrellas que comparten su movimiento a través de la galaxia y que en un principio surgieron en un cúmulo abierto que desde entonces ha ido perdiendo su fuerza gravitacional. Empero, estudios realizados en 2003 y 2005 cuestionan dicha pertenencia de Sirio a la corriente, porque el Grupo de la Osa Mayor tiene una edad estimada de 500 ± 100 millones de años, mientras que Sirio, con una metalicidad parecida a la del Sol, solo tiene la mitad de tiempo, es decir, que es demasiado joven para pertenecer al grupo. En lugar de eso, Sirio podría pertenecer a un propuesto supercúmulo estelar de Sirio, en el que estarían incluidas otras estrellas dispersas, entre las que están Beta Aurigae, Alfa Coronae Borealis, Beta Crateris, Beta Eridani y Beta Serpentis. Este cúmulo sería uno de los tres localizados a menos de 150 pc (500 años-luz) del Sol, junto al cúmulo de las Híades y al cúmulo de las Pléyades, cada uno de los cuales cuenta con cientos de estrellas. Una interpretación alternativa es que la corriente de las Híades y la de Sirio no se componen, respectivamente, de estrellas con el mismo origen, sino de estrellas sin afinidad entre ellas a las que las irregularidades en el campo gravitacional de la Vía Láctea han estampado un patrón común de movimiento. Por tanto, no se debería hablar de supercúmulo, sino más bien de una «corriente dinámica».

## En la cultura popular

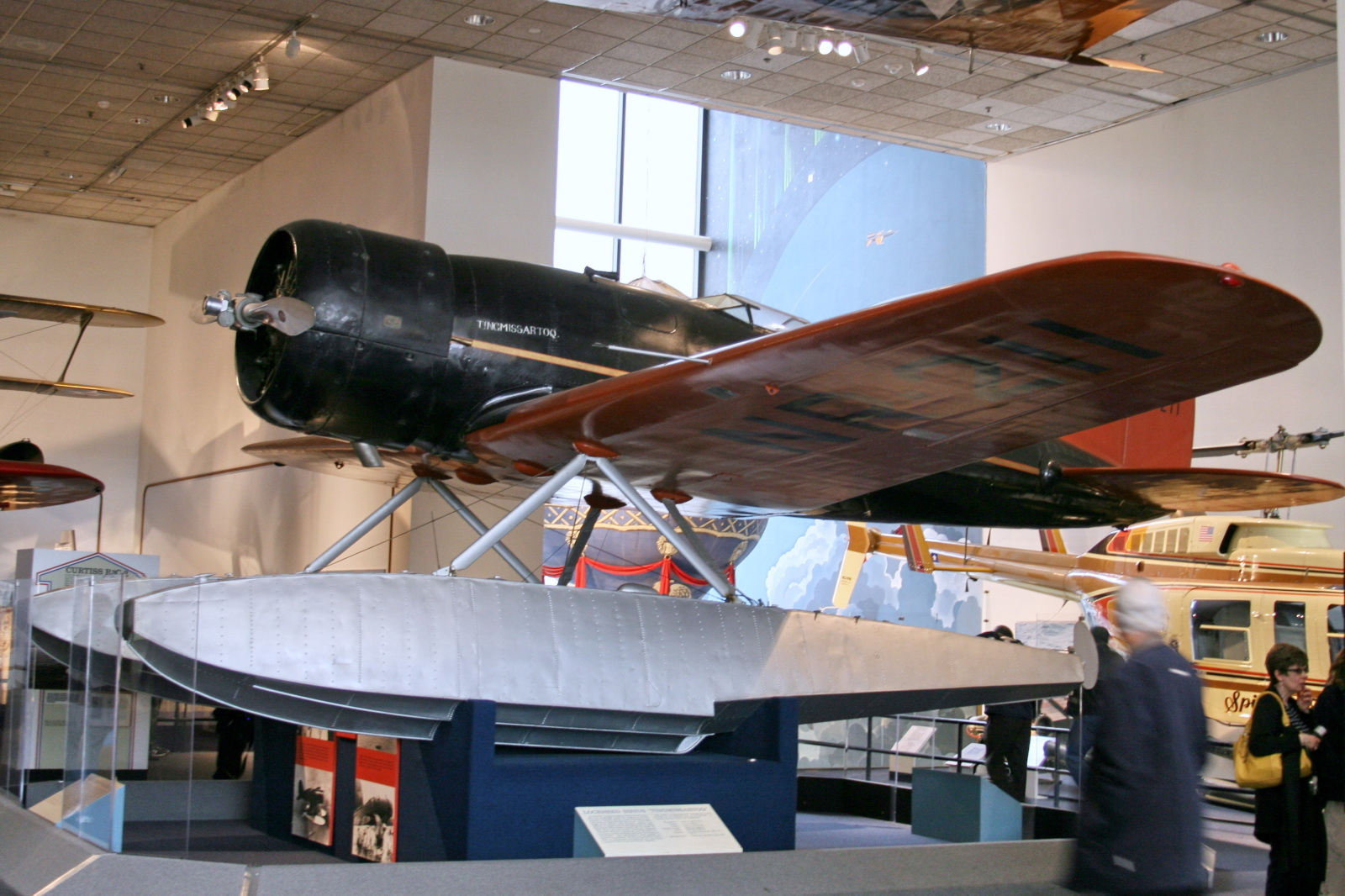
Lockheed 8 Sirius.

Las referencias a Sirio han sido frecuentes en la tradición literaria. John Milton la menciona en su poema  «On the Fifth of November», y Tennyson se refiere a ella en «La princesa». En historias de ciencia ficción, así como en la cultura popular, es bastante recurrente. Ya en 1752, Voltaire escribió un cuento filosófico sobre un ser venido de Sirio, Micromégas, que podría ser un precursor del género de ciencia ficción. Los personajes de Rama revelada, de Arthur C. Clarke y Gentry Lee, se dirigen al sistema de Sirio a bordo de una nave generacional. Sirius es también el nombre del barco a bordo del que Tintín va en busca de los restos del Unicornio en El tesoro de Rackham el Rojo. El astrónomo Noah Brosch ha realizado conjeturas acerca del nombre del personaje Sirius Black de la serie de novelas Harry Potter de J. K. Rowling, ya que según él la autora podría haberse inspirado en Sirio B (Sirius B en inglés), y recalca su enlace con los perros, pues es un personaje que puede transformarse en perro. También es el título de la novela de Olaf Stapledon Sirius / Sirio (1944), protagonizada por un perro así llamado y que, sometido a experimentos, habla, reflexiona e interactúa como cualquier ser humano. 
Sirio fue el nombre que el poeta y premio Nobel español Vicente Aleixandre dio a cada uno de los tres perros que tuvo a lo largo de su vida; a Sirio I le escribió el mismo Aleixandre el poema «A mi perro» de Retratos con nombre; a Sirio II le escribó un poema Claudio Rodríguez, «Perro de Poeta»; y a Sirio III Carlos Bousoño le dedicó el poema «Perro Ladrador». Se contaba que Sirio no ladraba a los niños ni a los mendigos, solo a los malos poetas.
En el terreno audiovisual, la empresa de cadenas de radio por satélite estadounidense Satellite CD Radio cambió su nombre a Sirius Satellite Radio en noviembre de 1999, por la razón de llamarse como «la estrella más brillante del cielo nocturno». Anteriormente, en la serie de televisión V, los alienígenas que llegan a la Tierra habían partido de un supuesto cuarto planeta alrededor de Sirio.
En música, al compositor alemán Karlheinz Stockhausen se le atribuye haber afirmado en diferentes ocasiones que llegó de un planeta situado en el sistema Sirio. Por otro lado, cabe destacar el breve tema instrumental «Sirius» del álbum Eye in the Sky del grupo de proyección internacional The Alan Parsons Project. Dicha canción, que en el álbum da entrada al sencillo «Eye in the Sky», fue popularizada en parte por su uso en acontecimientos deportivos, especialmente en la NBA y más exactamente por los Chicago Bulls de la época de Michael Jordan. Otros álbumes que se pueden citar son Lemuria Sirius B de la banda sueca Therion, o el álbum conceptual From Mars to Sirius de los franceses Gojira.
En cuanto a instituciones y sus símbolos, quizá el hecho de mayor significación es que en la bandera de Brasil se encuentra presente Sirio, ya que es una de las veintisiete estrellas dibujadas en ella, donde representa al estado brasileño de Mato Grosso, al oeste del país y uno de los más grandes. Particularmente, en la bandera es una de las estrellas dispuestas en el lado izquierdo del círculo central. Sirio aparece en el escudo de armas de la Universidad de Macquarie, ubicada en Sídney, y es además el nombre de su publicación estudiantil.
En teosofía, se cree que las Siete estrellas de las Pléyades transmiten la energía espiritual de los siete rayos del logos galáctico a las siete estrellas de la Osa Mayor, para luego pasar a Sirio. Desde allí se envía a través del Sol al dios de la Tierra, Sanat Kumara, y finalmente mediante los siete Maestros de los siete rayos a la raza humana.
En el ámbito naval militar, Sirio está bastante presente. Siete barcos de la Marina Real británica han sido bautizados HMS Sirius desde el siglo XVIII. El primero de ellos, fletado originalmente en 1786, era el buque insignia de la Primera Flota que navegó hacia Australia en 1788. La Marina Real Australiana nombró después a un navío suyo HMAS Sirius (O 226) en honor del antiguo buque insignia británico. Entre los barcos estadounidenses existe un USNS Sirius (T-AFS-8). En navegación civil, el transatlántico italiano Sirio, dedicado al transporte de emigrantes europeos hacia Suramérica, naufragó frente a las costas del cabo de Palos en Cartagena (España) en 1906, grave incidente en el que murieron más de doscientas personas. En aeronáutica, en Estados Unidos se construyó un avión relacionado con Sirio, el Lockheed Model 8 Sirius, el primero de los cuales fue pilotado por Charles Lindbergh, afamado aviador que fue el primero en cruzar el océano Atlántico sin escalas en solitario. Continuando en el mundo de los transportes, la compañía Mitsubishi Motors diseñó el motor Mitsubishi Sirius en 1980.